# Congreso Nacional de Indígenas Estadounidenses

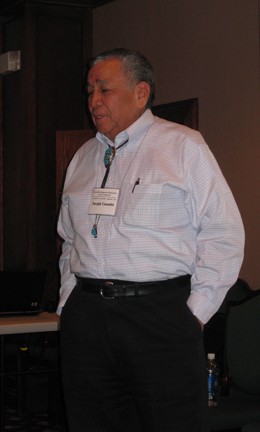
Joseph Gumby, expresidente de la Nación Cayowa de Oklahoma y vicepresidente primero del Congreso Nacional de Indios Americanos.

El Congreso Nacional de Indígenas Estadounidenses (en inglés: National Congress of American Indians (NCAI)) es una organización indígena de Estados Unidos que tiene como propósito la protección de los derechos de los indígenas. Es la organización más antigua de las que actualmente siguen vigentes. Fue fundada en 1943, por el iroqués Arthur C. Parker.
Es una organización panindígena a nivel nacional de Estados Unidos, que defiende la existencia de gobiernos tribales dirigidos según las leyes federales. Son fuertes en las reservas de Fort Hall, San Carlos, Flathead, Standing Rock, White Mountain, Pyramid Lake y Hoopa Valley. Fue dirigida por los sioux durante 14 años y después por las tribus del NO, como el coeur d’Alene Joseph Garry, quien en 1954 redactó un programa de 4 puntos para crear tribus nativas soberanas, aunque su petición no fue atendida. 
El Congreso de Omaha de 1968 no dejó participar a los indígenas urbanos. Actualmente representa a 107 de las 315 tribus reconocidas entonces, e intenta hacer un consejo representativo, similar a la ONU. Su presidente actual es Joe García.

## Historia
Históricamente las comunidades indígenas del continente raramente aunaron fuerzas para crear un frente común, que represente a diversos grupos lingüísticos y culturales. En el caso de Estados Unidos el Congreso Nacional de Indígenas Estadounidenses fue fundado en respuesta a las graves injusticias, políticas derogatorias, y falsas opiniones de las comunidades indígenas.
Las metas claves del congreso son:
- Alcanzar todos los derechos bajo la constitución y las leyes en Estados Unidos.
- La expansión y el mejoramiento de las oportunidades educativas para los indígenas.
- Lograr mejores vías para alcanzar el empleo productivo y los recursos de desarrollo.
- Incrementar la cobertura sanitaria.
- Solución justa ante los petitorios indígenas.
- Preservación de la cultura y los valores indígenas.